# Lourdes Flores
Lourdes Flores Nano (ur. 7 października 1959 w Limie), peruwiańska polityk i prawniczka, liderka Chrześcijańskiej Partii Ludowej i jej koalicji wyboczej Jedność Narodowa, kandydatka w wyborach prezydenckich w 2001 oraz w 2006.

## Edukacja
Studiowała prawo na Pontificia Universidad Católica del Perú oraz w Instituto de Empresa w Madrycie. Jako prawnik specjalizuje się w prawie cywilnym i biznesowym. Jest również wykładowcą prawa handlowego na  Pontificia Universidad Católica del Perú oraz Universidad de Lima.

## Kariera polityczna
W wieku 18 lat Flores wstąpiła do Chrześcijańskiej Partii Ludowej (Partido Popular Cristiano). Była asystentką ministra sprawiedliwości, Eliasa Larosy. W 1990 została wybrana w skład Kongresu Republiki jako deputowana chadecji z Limy. W kwietniu 1992 protestowała przeciw zamachowi stanu prezydenta Alberto Fujimori i zamknięciu parlamentu. Organizowała spotkania kongresmenów we własnym domu. W 1995 uzyskała reelekcję w wyborach do nowego kongresu, w którym zasiadała do lipca 2000.
W 2000 Lourdes Flores utworzyła i stanęła na czele prawicowej koalicji wyborczej Jedność Narodowa (Unidad Nacional). W 2001 wzięła udział w wyborach prezydenckich. Przez większość kampanii wyborczej zajmowała w sodażach drugie miejsce, za Alejandro Toledo. Straciła jednak znaczne poparcie, po tym jak jej ojciec nazwał Toledo "gwanako", co w potocznym języku jest obelgą przeciw ludności pochodzenia indiańskiego (Toledo jest pół-Indianinem). Ostatecznie wyborach 8 kwietnia 2001 Flores zajęła trzecie miejsce z wynikiem 24,3% głosów, za Alanem Garcíą (25,8%) i Alejandro Toledo (36,5%).
Po porażce Lourdes Flores i Jedność Narodowa pozostała w opozycji w stosunku do rządu prezydenta Toledo. W 2006 ponownie wzięła udział w wyścigu prezydenckim. W wyborach 9 kwietnia 2006 zajęła kolejny raz trzecie miejsce z wynikiem 23,8% głosów, za Alanem Garcíą (24,3%) oraz Ollantą Humalą (30,6%). Wybory w drugiej turze wygrał Alan García.